# Ricegambiet
Het Ricegambiet is in het schaken een variant in de schaakopening Koningsgambiet.
Het thematoernooi (zie volgende alinea) begon met de zetten: 1.e4 e5 2.f4 ef 3.Pf3 g5 4.h4 g4 5.Pe5 Pf6 6.Lc4 d5 7.ed Ld6 8.0-0.
Eco-code C 39.
Het gambiet werd geanalyseerd door de in Duitsland geboren Amerikaanse financier Isaac Rice, die leefde van 1850 tot 1915. Hij gaf veel geld uit om zijn vondst te promoten. Hij organiseerde toernooien met de verplichte openingszetten van zijn gambiet en betaalde de prijzen voor de deelnemers uit eigen zak. Na zijn dood werd het gambiet praktisch niet meer gespeeld.